# سالیسیل‌آمید
سالیسیل‌آمید (انگلیسی: Salicylamide) (اُ-هیدروکسی بنزآمید) یک داروی بدون نسخه با خواص ضد درد و ضد تب است. کاربردهای دارویی آن مشابه آسپیرین است. سالیسیل‌آمید در ترکیب با آسپرین و کافئین در داروی بدون نسخه PainAid استفاده می‌شود.

## مشتقات
مشتقات سالیسیل‌آمید عبارتند از اتنزامید، لابتالول، مدروکسالول، کاپتوپریل،  otilonium، اکسیکولوزانید، سالیسیل‌آنیلید، نیکلوزاماید، و raclopride.